# Stanisław Steliga
Stanisław Piotr Steliga (ur. 29 czerwca 1932 w Krościenku Niżnym, zm. 10 sierpnia 2015 w Krośnie) – polski działacz partyjny i państwowy, inżynier oraz menedżer, w latach 1984–1990 przewodniczący Prezydium Wojewódzkiej Rady Narodowej w Krośnie.

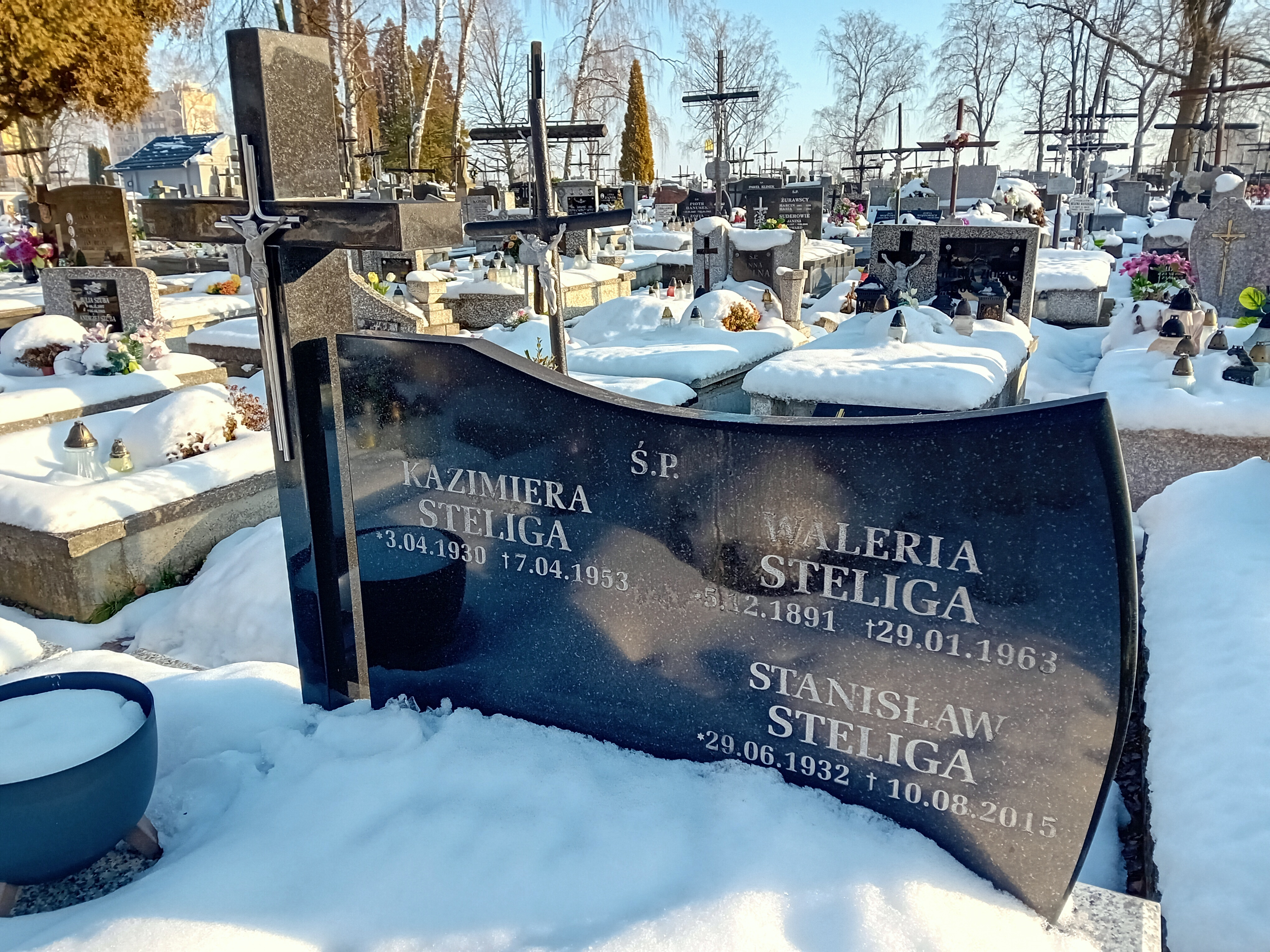
Grobowiec rodzinny Stanisława Steligi

## Życiorys
Syn robotnika Franciszka (1896–1940) i rolniczki Walerii z Węklarów (1891–1963), miał czworo rodzeństwa. Gdy miał osiem lat, zmarł jego ojciec. W 1951 ukończył Liceum Ogólnokształcące im. Mikołaja Kopernika w Krośnie, a następnie w 1955 studia z inżynierii komunikacji na Wydziale Budownictwa Politechnice Krakowskiej im. Tadeusza Kościuszki. W 1976 został absolwentem podyplomowego studium organizacji budownictwa na tej uczelni. Po studiach przez 42 lata pracował w Wojewódzkim Biurze Projektów Budownictwa Komunalnego w Krośnie, kolejno na stanowiskach asystenta projektanta, projektanta, kierownika Pracowni, zastępcy dyrektora ds. technicznych i dyrektora naczelnego. W 1998 przeszedł na emeryturę.
W 1966 wstąpił do Stronnictwa Demokratycznego, w jego ramach był członkiem Prezydium Powiatowego Komitetu, przewodniczącym Miejskiego Komitetu, wiceprzewodniczącym Wojewódzkiego Komitetu oraz przewodniczącym Rady Okręgu SD w Krośnie (do 1998). W 1989 wybrany do Centralnego Komitetu SD. Zasiadał w Miejskiej Radzie Narodowej w Krośnie, od 1974 do 1982 jako przewodniczący. Następnie od 1984 do 1990 był przewodniczącym Prezydium Wojewódzkiej Rady Narodowej w Krośnie. Działał także jako wojewódzki wiceprzewodniczący Ligi Obrony Kraju, członek i wiceprezes zarządu Stowarzyszenia Miłośników Ziemi Krośnieńskiej, a także organizator lokalnych wydarzeń i życia kulturalnego. W 2002 kandydował do krośnieńskiej rady miejskiej z listy Krajowej Partii Emerytów i Rencistów.
Od 1968 żonaty z Haliną z Niezgockich, miał dwie córki. Zmarł po długiej chorobie. Został pochowany na cmentarzu komunalnym w Krośnie.

## Odznaczenia
Odznaczony m.in. Krzyżem Oficerskim Orderu Odrodzenia Polski, Brązowym i Złotym Krzyżem Zasługi oraz Odznaką honorową „Zasłużony dla Kultury Polskiej” (2008). Wyróżniany także jako zasłużony dla województw: rzeszowskiego, krośnieńskiego i nowosądeckiego oraz dla miasta Krosna (1984).